# Döda byn
Döda byn, som egentligen hette Spångabro, är en sedan 1960-talet övergiven by norr om Vånga i nordligaste delen av Kristianstads kommun i Skåne län.
Där byn en gång låg finns bara husgrunder och ovanligt stora gärdsgårdar kvar i bokskogen. Byn övergavs när jorden inte förmådde att försörja befolkningen. De flesta emigrerade till USA.
Norr om Döda byn finns den mytomspunna Kastagropen.

## Galleri

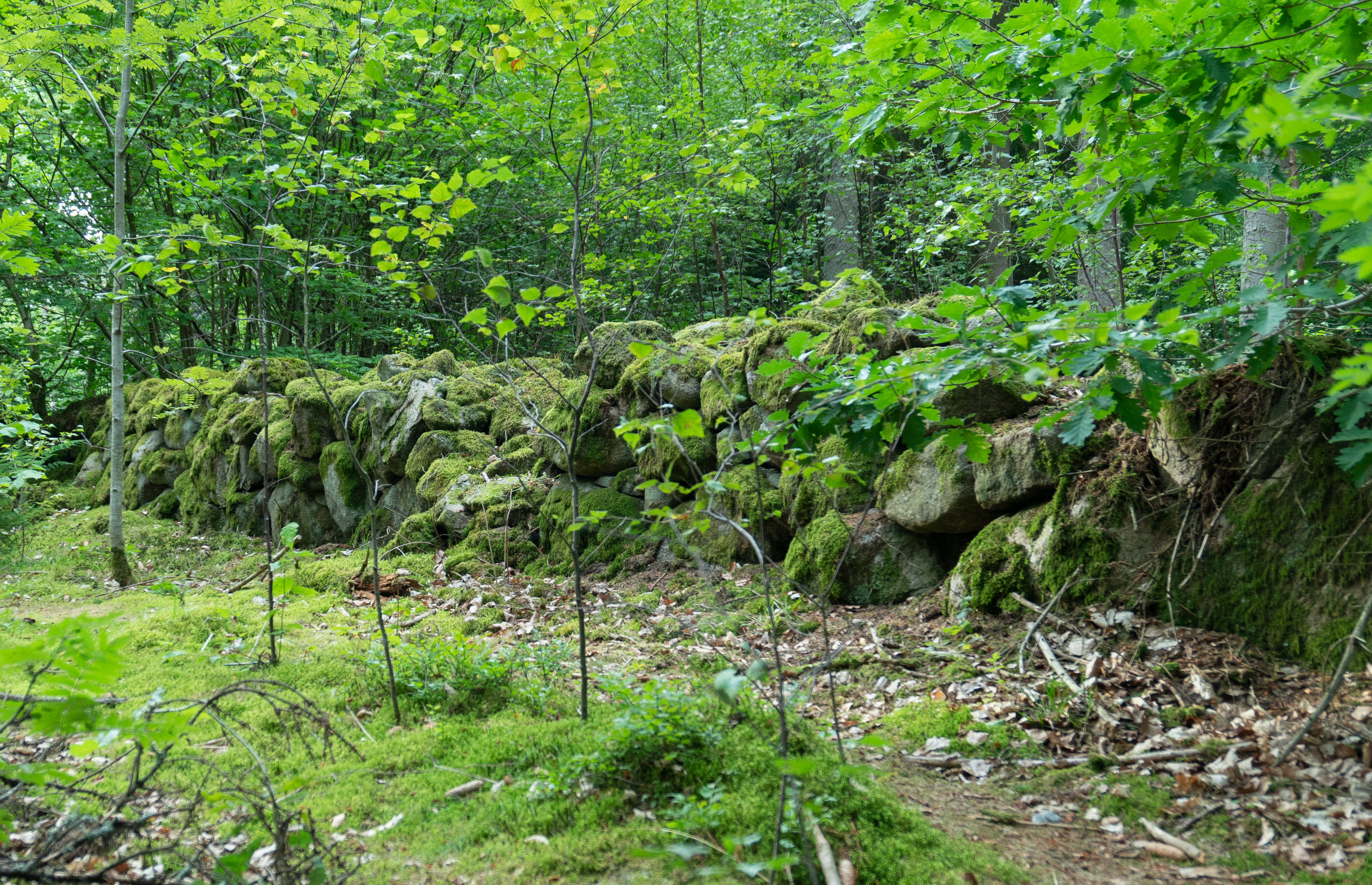
Mur
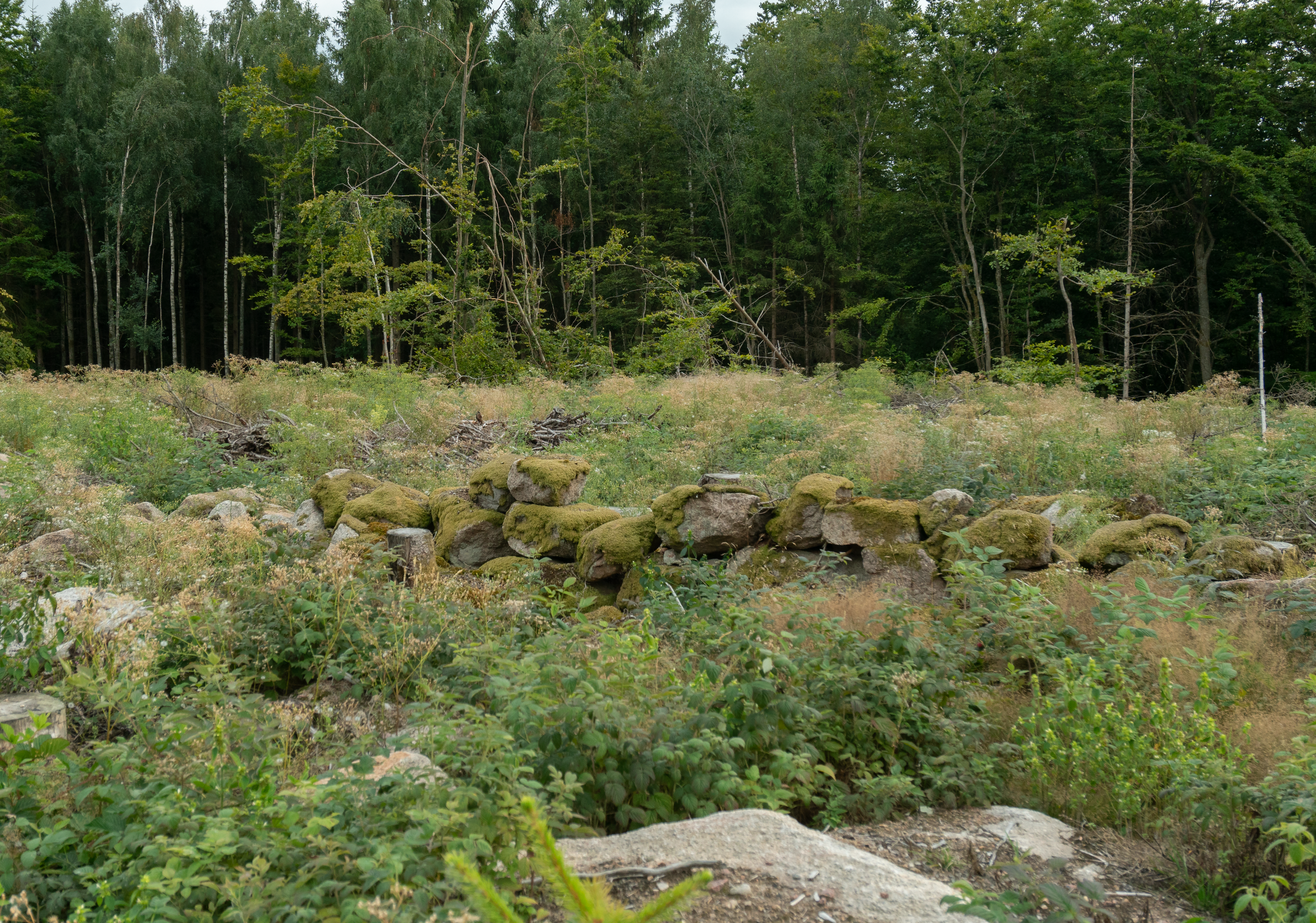
Ruiner
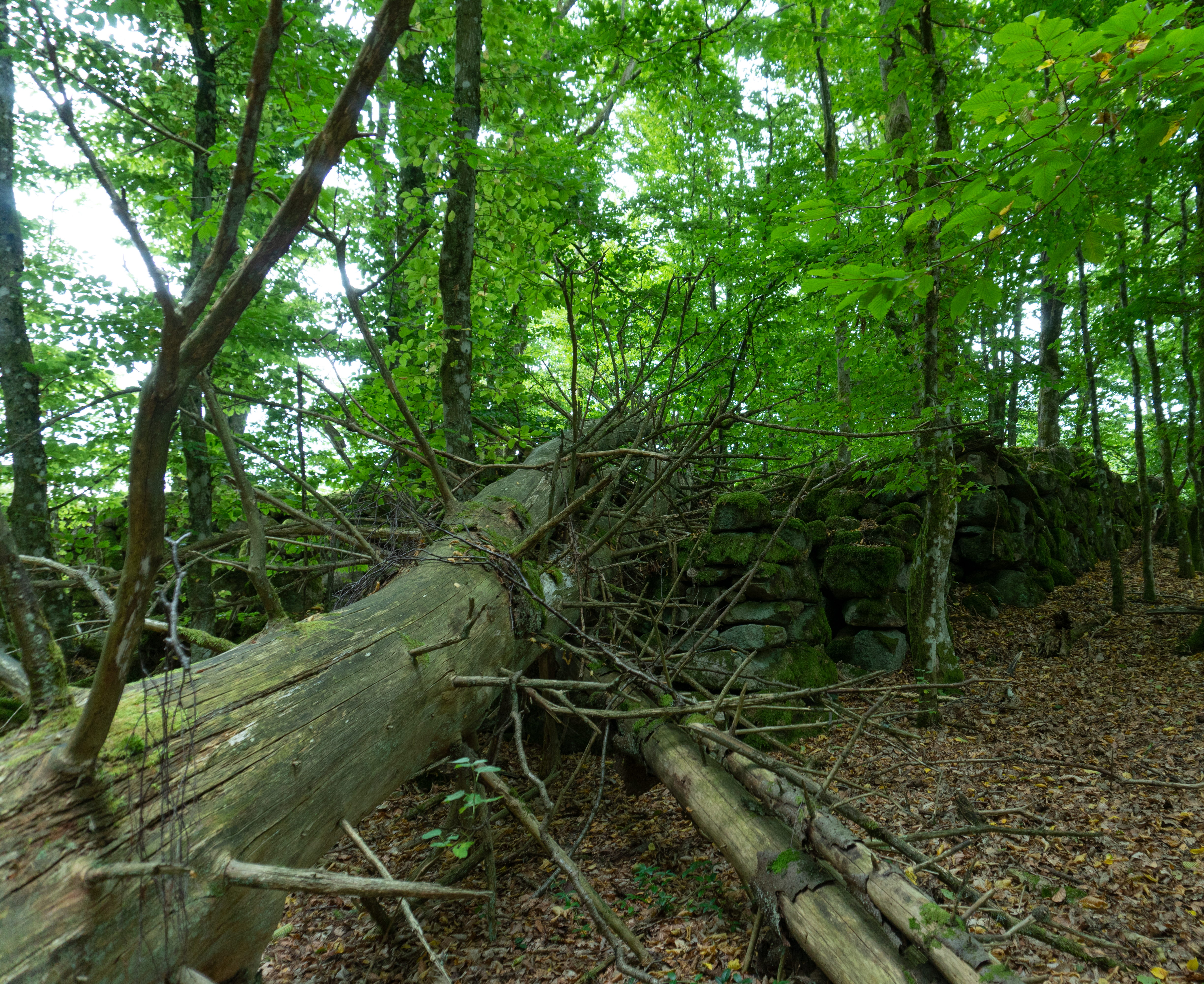
Löne-Svens torp